# Tourrettes
Tourrettes är en kommun i departementet Var i regionen Provence-Alpes-Côte d'Azur i sydöstra Frankrike. Kommunen ligger i kantonen Fayence som tillhör arrondissementet Draguignan. År 2022 hade Tourrettes 2 920 invånare.

## Befolkningsutveckling
Antalet invånare i kommunen Tourrettes
| Referens: INSEE |